# Верхний Казаклар
Ве́рхний Казакла́р (тат. Югары Казаклар) — деревня в Кукморском районе Республики Татарстан, в составе Олуязского сельского поселения.

## Этимология
Топоним произошёл от татарского слова «югары» (верхний) и ойконима «Казаклар».

## География
Деревня находится на реке Бурец, в 22 км к северо-западу от районного центра — города Кукмора.

## История
Окрестности деревни были обитаемы в период средневековья, о чём свидетельствует археологический памятник — Верхнеказакларское средневековое кладбище.
Основана в XVII веке. В XVIII — первой половине XIX века жители относились к сословию государственных крестьян. Их основные занятия в этот период — земледелие и скотоводство.
В «Списке населенных мест по сведениям 1859—1873 годов», изданном в 1876 году, населённый пункт упомянут как казённая деревня Казаклар верхний 2-го стана Малмыжского уезда Вятской губернии. Располагалась при речке Бурце, по правую сторону Елабужского почтового тракта, в 35 верстах от уездного города Малмыжа и в 32 верстах от становой квартиры в казённом селе Поляны (Вятские Поляны). В деревне, в 24 дворах жили 148 человек (77 мужчин и 71 женщина), была мечеть (с 1826 г.).
В 1880-х годах земельный надел сельской общины составлял 584,6 десятин. 
До 1920 года деревня входила в Сардыбашскую волость Малмыжского уезда Вятской губернии. С 1920 года в составе Арского кантона ТАССР. С 10 августа 1930 года в Кукморском, с 1 февраля 1963 года в Сабинском, с 12 января 1965 года в Кукморском районах.
В 1930 году в деревне был организован колхоз, с 1993 года деревня в составе объединения крестьянских хозяйств «Урал», с 2002 года — сельскохозяйственного производственного кооператива «Урал».

## Население
| 1859 | 1885 | 1920 | 1926 | 1938 | 1949 | 1958 | 1970 | 1979 | 1989 | 2002 | 2010 | 2017 |
| ---- | ---- | ---- | ---- | ---- | ---- | ---- | ---- | ---- | ---- | ---- | ---- | ---- |
| 148  | 198  | 350  | 351  | 325  | 231  | 145  | 161  | 130  | 138  | 144  | 151  | 146  |

Национальный состав села — татары.

## Экономика
Полеводство, мясное скотоводство.

## Религия
Мечеть (с 1998 года).